# Ленинский (Свердловская область)
Ленинский — посёлок в Каменском районе Свердловской области России. Входит в Каменский муниципальный округ. Ранее входил в состав Сосновского сельсовета Каменского района.

## География
Посёлок Ленинский расположен в 38 километрах (по автотрассе в 45 километрах) к западу от города Каменска-Уральского. В трёх километрах к северо-востоку расположено Сосновское озеро, в соседнем селе Сосновском.

## Население
| 2002 | 2010 | 2021 |
| ---- | ---- | ---- |
| 398  | ↘392 | ↘352 |

Структура
По данным Всероссийской переписи 2002 года, национальный состав посёлка следующий: русские — 91 %, удмурты — 6 %, немцы — 3 %. По данным переписи населения 2010 года, в посёлке проживали 392 человека — 168 мужчин и 224 женщин.